# Daniel Ciucă
Daniel Romeo Ciucă (* 1. Juni 1966 in Reghin) ist ein ehemaliger rumänischer Fußballspieler, Spielervermittler, Gastwirt und derzeitiger Fußballtrainer. In Rumänien wurde er bei dem Bukarester Verein Sportul Studențesc zum Nationalspieler. In Deutschland spielte er viele Jahre bei Rot-Weiß Oberhausen, mit dem er in die 2. Fußball-Bundesliga aufstieg. Seit 2014 steht er als Trainer beim 1. FCA Darmstadt unter Vertrag.

## Karriere
Ciucă begann seine Karriere beim Bukarester Verein Sportul Studențesc, in dessen Erstligakader er in der Hinrunde der Saison 1985/86 zum ersten Mal stand, ohne jedoch zum Einsatz zu kommen. In der Winterpause der Saison 1985/86 wechselte der 1,86 m große Abwehrspieler zu dem Zweitligisten Progresul Bukarest und spielte ab Sommer 1986 eine Saison in der Divizia B beim FC Constanța. 1987 kehrte Ciucă zu Sportul Studențesc zurück und debütierte am 6. September 1987 bei der Auswärtsniederlage gegen Dinamo Bukarest in der Divizia A. In dieser Saison absolvierte er auch fünf UEFA-Pokal-Spiele für seinen Verein. 
1988 bestritt er drei Freundschaftsländerspiele für die rumänische Fußballnationalmannschaft und erzielte dabei ein Tor. Sein Debüt gab er am 3. Februar bei einem Spiel gegen Israel. Im selben Jahr kam er zudem zweimal für die rumänische Olympiaauswahl im Rahmen der Qualifikation für die Olympischen Spiele 1988 zum Einsatz.
Nach (je nach Quelle) 103 oder 106 Spielen für Sportul Studențesc in der ersten rumänischen Liga, in denen er zwei Tore erzielt hatte, und nachdem er den Abschluss als Sportlehrer absolviert hatte, verließ er zu Beginn der Saison 1992/93 den Verein und ließ sich in Deutschland nieder.
Dort schloss er sich 1993 zunächst dem FC Konstanz an, bevor er für zwei Jahre zur SG Egelsbach wechselte. Ab 1995 spielte Ciucă bei Rot-Weiß Oberhausen, mit dem er 1997 Deutscher Vizemeister der Amateure wurde und 1998 den Aufstieg in die 2. Fußball-Bundesliga schaffte. Dort wurde der Libero zum Mannschaftskapitän gewählt und bestritt für den Verein 130 Zweitligaspiele, in denen er fünf Tore erzielte. Nach sieben Jahren wechselte Ciucă für die Saison 2003/04 in die Oberliga Hessen zum SV Darmstadt 98 und verhalf der Mannschaft von Bruno Labbadia mit vier Toren in 19 Meisterschaftsspielen zum Aufstieg in die Fußball-Regionalliga. Von 2004 bis 2005 war er für den 1. FC Eschborn aktiv und nach elf Spielen für den von Thomas Epp trainierten SV Erzhausen in der Saison 2005/06 beendete Ciucă seine aktive Laufbahn.
Nach seinem Karriereende erwarb Ciucă die A-Lizenz als DFB-Trainer und begann als von der FIFA lizenzierter Spielervermittler zu arbeiten. Zu Beginn der Saison 2008/09 fungierte er in der Fußball-Hessenliga als Trainer bei Germania Ober-Roden, ließ seinen Vertrag aber bereits am 29. September 2008 aus gesundheitlichen Gründen auflösen. Anschließend wechselte Ciucă in die Gastronomie. Er übernahm im August 2009 das „Kaminzimmer“ in Darmstadt, betreibt ein Café in seiner Heimatstadt Reghin und ist zudem Inhaber der im Oktober 2010 eröffneten Bar „Starcafé“ in Offenbach am Main. Des Weiteren besitzt er einen Lebensmittelhandel in Bukarest, der von seinen Eltern betreut wird.
Im Juli 2014 übernahm er das Traineramt beim 1. FCA Darmstadt in der Fußball-Verbandsliga Hessen. Dort blieb er eine Spielzeit.